# Loxi nyelv
A loxi nyelv (angolul: Loxian language) egy mesterséges nyelv, melyet írásával együtt Roma Ryan ír író és dalszövegíró, Enya alkotótársa hozott létre. Jellemzésük szerint „futurisztikus nyelv egy távoli bolygóról”. Ezen a nyelven énekel Enya három dalt 2005-ben megjelent, Amarantine című albumán. A nyelv neve valószínűleg a görög loxosz, azaz 'homályos' szóból ered.
Ryan azért alkotta a nyelvet, mert Enya némelyik dalához, úgy találta, nem tud jó szöveget írni az általuk eddig használt nyelveken (angol, gael, latin). A kitalált nyelv ötlete akkor jött, amikor Tolkien egyik mesterséges nyelvén írt dalszövegeket azokhoz az Enya-dalokhoz, melyeket az énekesnő A Gyűrűk Ura: A Gyűrű Szövetsége című filmhez készített 2001-ben.
Beszélői – az Amarantine album borítószövege szerint – egy másik bolygón élő idegen lények, akik Enya szerint „kinéznek a messzeségbe és azon tűnődnek, vajon egyedül vannak-e az univerzumban”. Az albumon három dal hallható ezen a nyelven: Less than a Pearl, The River Sings és Water Shows the Hidden Heart. Roma Ryan 2005 decemberében egy könyvet is írt Water Shows the Hidden Heart címmel, ebben háttérinformációk találhatóak a három loxi nyelvű dalról és a nyelv készítéséről. A könyvet az album egyes kiadásaihoz is mellékelték.
A nyelvet az angol, ír, óangol, hindi, walesi és szibériai jupik nyelv ihlette; írása (mely az albumborítón és Ryan könyvében is látható) Tolkien nyelveiére, rúnákra és gyorsírásra emlékeztet.
Terence Dolan, a University College Dublin angolprofesszora, miután megvizsgálta a nyelvet, a következő szakmai véleményt mondta róla: „Nagyon eklektikus nyelv, mintha véletlenszerűen válogatta volna ki elemeit. Rengeteg különféle nyelvformából áll össze, például angolszász, hindi, walesi és szerintem szibériai jupik is. Nyelvészetileg egyveleg, úgy tűnik, nincs nyelvtana vagy szórendje, így érthetősége korlátozott. Írása számos létező nyelvére hasonlít, Tolkien vagy a rúnák ihlethették.”
Enya és Ryan a loxi nyelvet szerzői jogvédelem alatt állónak tekintik, és úgy vélik, jogsértést követ el, aki Ryan vagy Enya lemezkiadója, az Aigle Records engedélye nélkül alkalmazza. Ahogy a klingonnál, itt is felmerül a kérdés, védhet-e egy nyelvet szerzői jog.
A The Loxian Games (Loxi játékok) kincskereső játék 2008. szeptember 1-jén indult az interneten.

## Külső hivatkozások
- The Loxian Games
- Roma Ryan: Water Shows the Hidden Heart ISBN 0-9552011-0-1
- Loxian on the BBC
- More about Loxian
- The Sunday Times – Ireland Archiválva 2005. december 23-i dátummal a Wayback Machine-ben
- "Amarantine" press release